# Chester Beatty Library

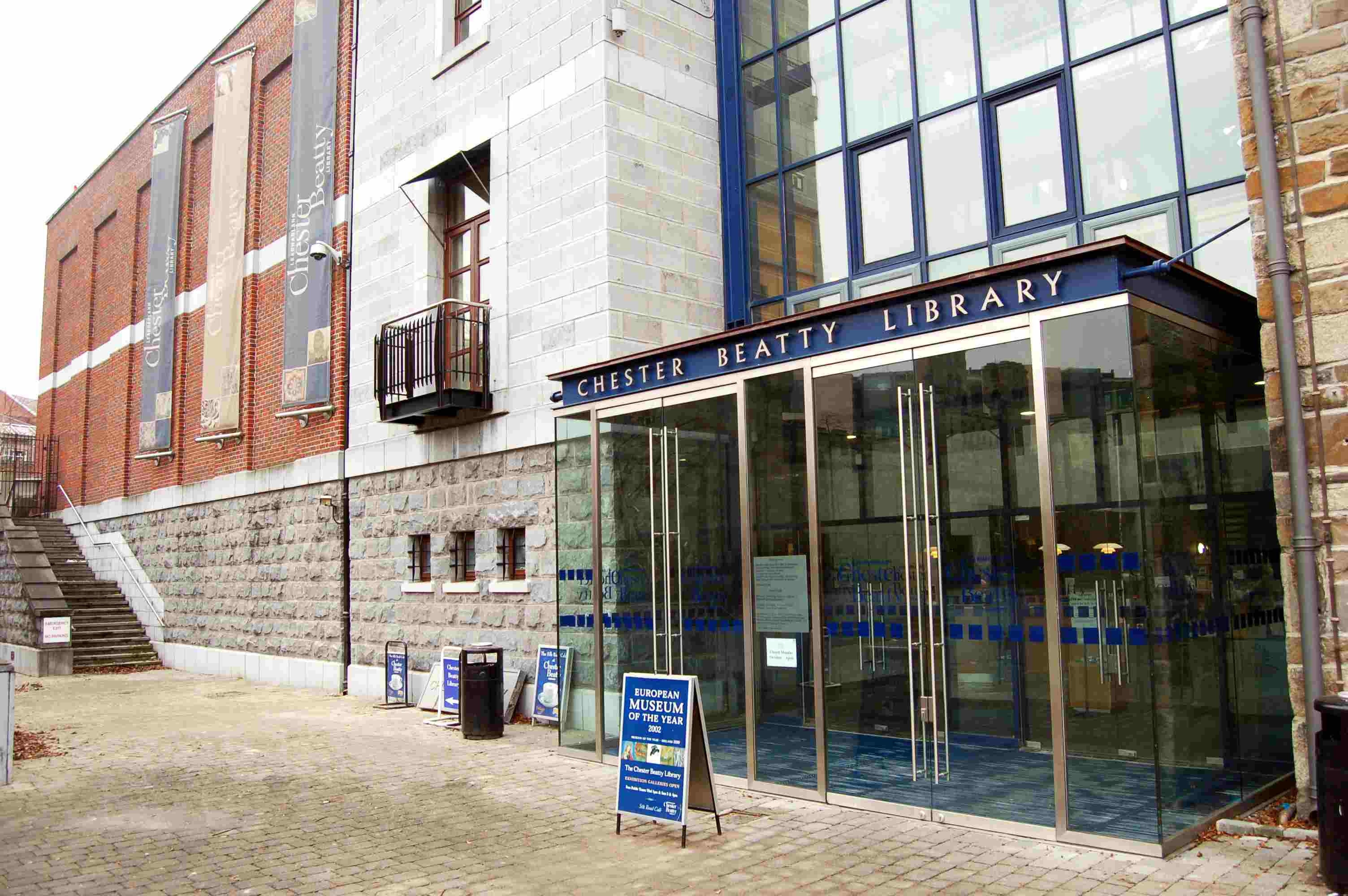
Ingang van de bibliotheek

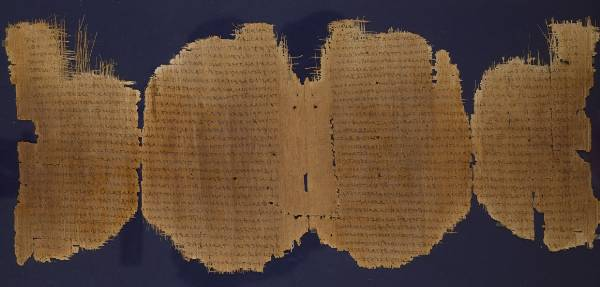
Papyrusrollen van het Evangelie volgens Lucas, uit de derde eeuw

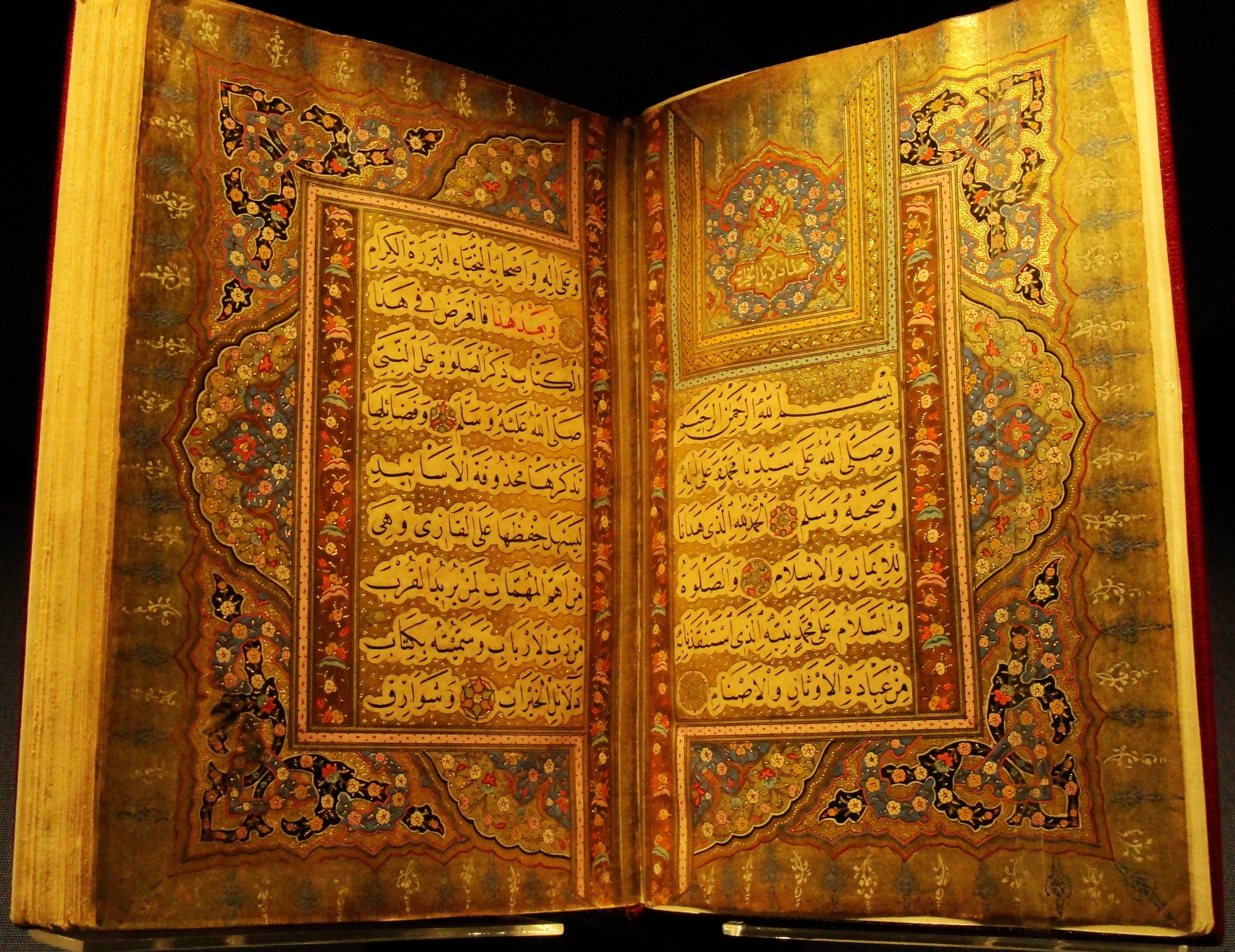
Kopie uit de vijftiende eeuw van de Dala'il al-Khayrat, een islamitisch gebedsboek

De Chester Beatty Library (Iers: Leabharlann Chester Beatty) is een bibliotheek annex museum in Dublin, gesticht in 1950 om de verzameling oosterse kunst en boeken van de Iers-Amerikaanse mijnmagnaat Alfred Chester Beatty (1875-1968) te herbergen. Sinds 7 februari 2000, de 125e geboortedag van Beatty, is het museum gevestigd op het terrein van Dublin Castle. In 2002 won de Chester Beatty Library de European Museum of the Year Award.
De bibliotheek kent drie onderdelen: de Western Collections, Islamic Collections en de East Asian Collections. De westerse sectie bevat onder andere een deel van de Chester Beatty papyri, een groep in het oudgrieks geschreven Bijbelse handschriften. Deze uit de derde eeuw daterende papyrusrollen veroorzaakten een sensatie toen Alfred Chester Beatty ze in 1931 in Egypte verwierf. De rollen bevatten de oudst bekende kopieën van de vier evangeliën, de Handelingen van de Apostelen, de Brieven van Paulus en de Openbaring van Johannes en wierpen een nieuw licht op de ontwikkeling van het christelijke gedachtegoed.
Behalve deze rollen bezit de Chester Beatty Library een groot aantal andere zeldzame, vaak fraai geïllustreerde manuscripten uit vele Europese en Aziatische landen. De verzameling telt verder 3.000 oude gedrukte boeken en 35.000 gravures en etsen.